# Pseudotmesisternus vestitus
Pseudotmesisternus vestitus är en skalbaggsart som först beskrevs av Fauvel 1906.  Pseudotmesisternus vestitus ingår i släktet Pseudotmesisternus och familjen långhorningar. Inga underarter finns listade i Catalogue of Life.